# Układ endokannabinoidowy
Układ endokannabinoidowy – system organizmu biorący udział w wielu fizjologicznych procesach, między innymi regulacji gospodarki energetycznej, regulacji powiązań neurohormonalnych, neuroimmunologicznych, aktywności motorycznej, nastroju, motywacji, głodu i sytości, użytkowania energii oraz kontroli metabolizmu lipidów i węglowodanów. Układ ten działa przez wpływ ośrodkowy na podwzgórzowe i mezolimbiczne neurony regulujące łaknienie, a także obwodowy, wpływając na czynność adipocytów, hepatocytów i endokrynnej części trzustki.
Na układ endokannabinoidowy składają się receptory CB1 i CB2, agonisty egzogenne i endogenne: kannabinoidy i endokannabinoidy oraz enzymy regulujące syntezę i degradację endogennych ligandów tego układu.
Endogennymi agonistami układu endokannabinoidowego są na przykład:
- anandamid (AEA)
- 2-arachidonoiloglicerol (2-AG).

Receptory CB1 rozmieszczone są w mózgu, tkance tłuszczowej, mięśniach szkieletowych, wątrobie i innych narządach, a CB2 głównie na komórkach układu immunologicznego.
Rimonabant (Acomplia), wybiórczy antagonista receptorów CB1, był przez pewien czas (od 2006 roku) zarejestrowany w Europie w leczeniu otyłości, szczególnie u pacjentów z cukrzycą typu 2 lub zespołem metabolicznym. Jednak w październiku roku 2008 European Medicines Agency's Committee for Medicinal Products for Human Use stwierdziła, że ryzyko stosowania leku Acomplia przewyższa jego korzyści. Agencja zaleciła wstrzymanie stosowania tego leku na rynku brytyjskim ze względu na ryzyko wystąpienia poważnych następstw psychiatrycznych z samobójstwem włącznie. Firma Sanofi-Aventis zawiesiła produkcję i badania nad tym lekiem. Oficjalnie rejestracja leku została cofnięta 16 stycznia 2009.
Leki będące agonistami układu endokannabinoidowego (np. dronabinol) mogą być skuteczne w leczeniu zespołu wyniszczenia w przebiegu AIDS, w chorobie Alzheimera, stwardnieniu rozsianym oraz w niektórych postaciach padaczki.